# غونونغسيتولي
غونونغسيتولي (بالإنجليزية: Gunungsitoli)‏ هي معلم جغرافي تقع في إندونيسيا في سومطرة الشمالية. يقدر عدد سكانها بـ 125,566 نسمة ومساحتها 230.80 كم2 .